# Пиара, Афтар Сингх
Афтар Сингх Пиара (англ. Aphthar Singh Piara, род. 19 июля 1973) — малайзийский хоккеист (хоккей на траве), полевой игрок. Участник летних Олимпийских игр 1996 года.

## Биография
Афтар Сингх Пиара родился 19 июля 1973 года.
В 1996 году вошёл в состав сборной Малайзии по хоккею на траве на летних Олимпийских играх в Атланте, занявшей 11-е место. Играл в поле, провёл 7 матчей, забил 1 мяч в ворота сборной Аргентины.